# Glivenko
Glivenko (del ruso: Гливенко), es un jútor del raión de Beloréchensk del krai de Krasnodar, en Rusia. Se sitúa en la orilla derecha del río Pshish, afluente del Kubán, 24 km al noroeste de Beloréchensk y 51 km al sureste de Krasnodar, la capital del krai. Tenía 34 habitantes en 2011.
Pertenece al municipio Riazánskoye.